# Нетрансльовані області
Нетрансльовані області (НТО, англ. untranslated regions, UTR) — особливі ділянки мРНК, які не беруть участь як матриця для синтезу білків. НТО прилягають по обидва боки до трансльованої області (тобто тієї, на матриці якої синтезується білок). Таких областей дві: 5'-нетрансльована область, або 5'-НТО (англ. 5'-untranslated region, 5' UTR) і 3'-нетрансльована область, або 3'-НТО (англ. 3'-untranslated region, 3' UTR), що розташовуються на 5'- і 3'-кінці мРНК відповідно. Таку ж назву мають ділянки ДНК, що відповідають 5'-НТО і 3'-НТО транскрипта.
Нетрансльовані області залучені в регуляцію локалізації, трансляції і деградації того транскрипта, в складі якого вони знаходяться. Для них характерна наявність шпильок, внутрішніх ініціаторних кодонів і відкритих рамок зчитування, сайтів зв'язування рибосоми, різних цис-регуляторних елементів, що зв'язуються з РНК-зв'язуючими протеїнами. Так, в них локалізовані такі елементи, як IRES, uORF, ARE, послідовність Шайна — Дальгарно, рибоперемикач і інші.

## Структурні особливості

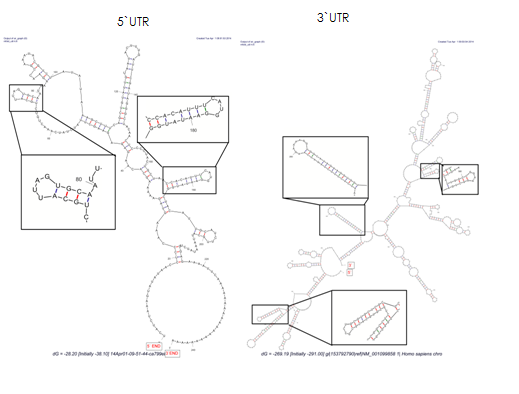
Шпильки у вторинній структурі 5'-НТО і 3'-НТО

Аналіз геномів різних організмів показав наявність низки консервативних властивостей нетрансльованих областей. Загальна довжина 5'-НТО приблизно однакова серед усіх таксономічних груп еукаріот і становить від 100 до 200 нуклеотидів (втім, у дріжджів Schizosaccharomyces pombe довжина 5'-НТО в транскрипті ste11 становить 2273 нуклеотидів). У той же час довжина 3'-НТО набагато більш варіабельна і може становити від 200 нуклеотидів у рослин і деяких тварин до 800 нуклеотидів у людини та інших хребетних. Вражаючим є той факт, що довжина як 5'-, так і 3'-НТО значно змінюється в межах одного виду: вона може приймати значення від 12 до кількох тисяч нуклеотидів. Дійсно, в in vitro системі, що моделює генетичний апарат ссавців, показано, що навіть 5'-НТО довжиною в 1 нуклеотид може забезпечувати нормальну ініціацію трансляції.
Ділянка геномної ДНК, що відповідає нетрансльованим областям мРНК, може містити інтрони, причому частіше в області 5', ніж в 3'. Близько 30% генів Metazoa мають ділянки, відповідні 5'-НТО, що складаються тільки з екзонів, в той же час в 3'-НТО, хоча вона і довше, інтронов набагато менше. Загальна частка довжини інтронів від всієї довжини в 3'-НТО становить 1-11%. Утворення альтернативних нетрансльованих ділянок має місце при використанні різних сайтів початку транскрипції, сайтів поліаденілювання і сплайсингу. Залежно від тканини, стадії розвитку, наявності хворобливого стану кількість альтернативних нетрансльованих областей може змінюватися, і вони можуть значно впливати на експресію тих чи інших генів.